# Henri d'Attilio
Henri d'Attilio, né le 4 février 1927 à Châteauneuf-les-Martigues et mort le 12 novembre 2008 dans le 9e arrondissement de Marseille, est un homme politique français.

## Biographie
Il est député socialiste de la douzième circonscription des Bouches-du-Rhône entre 1988 et 1998, battant successivement les frontistes Jean-Pierre Stirbois et Bruno Mégret par deux fois. Il est ensuite élu sénateur des Bouches-du-Rhône le 27 septembre 1998. Il est déchu par le Conseil constitutionnel pour cause de maladie le 23 décembre 2004. Ancien cadre d'Eurocopter, il siégeait au groupe socialiste.
Il militait notamment pour la sauvegarde la Côte Bleue et de l'étang de Berre. Il a été remplacé par Jacques Siffre.
Henri d'Attilio a également été maire de Châteauneuf-les-Martigues de 1970 à 2003 et conseiller général du canton de Châteauneuf-Côte-Bleue.
Il meurt le 12 novembre 2008, atteint par la maladie d'Alzheimer.